# Katermukke
Katermukke ist ein Berliner House-Label, welches von den deutschen DJs Dirty Doering und Sascha Cawa im Jahr 2011 gegründet wurde. Es gilt als eines der erfolgreichsten deutschen Label des Genres.
Neben Veröffentlichungen auf Vinyl-Schallplatte bringt Katermukke mitunter auch Künstleralben und Kompilationen auf CD heraus.
Das Label steht dem Techno-Club Kater Blau aus Berlin-Friedrichshain sowie deren Vorgängerclubs Kater Holzig und Bar 25 nahe. Die Künstler legen regelmäßig dort auf. Das Logo zeigt einen Katzenkopf mit einem X im vom Betrachter aus gesehen rechten Auge.

## Rezeption
Das Label erreichte mit mehreren Veröffentlichungen die Charts der E-Zine Resident Advisor.
Besondere Bekanntheit erlangte hierbei der Gründer Dirty Doering, der das Label auch in der Öffentlichkeit vertritt und all seine Produktionen über Katermukke vermarktet. Er gilt laut der österreichischen Kleinen Zeitung als „eine der einflussreichsten Personen der Berliner Clubszene“. Das Label Katermukke sei eines der „wichtigsten Electronic Labels“.

## Bekannte Künstler
Auf Katermukke haben unter anderem folgende Künstler Musik veröffentlicht:
- Acid Pauli
- Ante Perry
- Britta Arnold
- David Keno
- Dirty Doering
- Einmusik
- Franz Alice Stern
- Jan Oberlaender
- Kid Simius
- Markus Kavka
- Marcus Meinhardt
- Marius Lehnert
- Gunjah
- Mat.Joe
- Moonbootica
- Midas 104
- Mira
- Niconé
- Rey&Kjavik
- Re.You
- Ron Flatter
- Sascha Braemer
- Sascha Cawa
- Teenage Mutants
- The Glitz
- The Sorry Entertainers